# 奥入

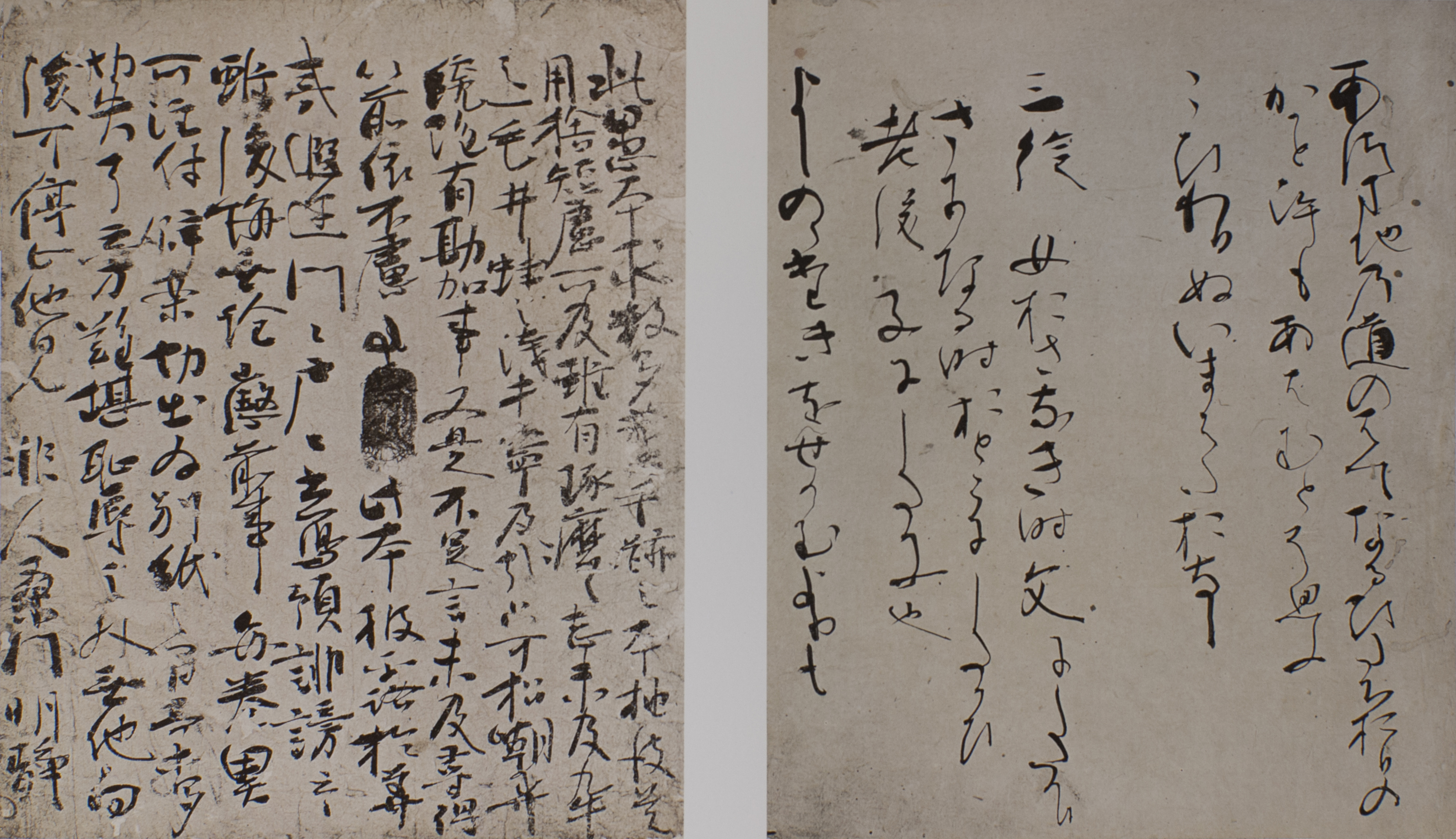
大橋本奥入（左側）

『奥入』（おくいり）は、藤原定家によって著された『源氏物語』の注釈書である。『源氏物語奥入』ともいう。1233年（天福元年）頃の成立と見られ、『源氏物語』の注釈書としては最古とされる藤原伊行の『源氏釈』に次いで古いものであり、後世において重要視された。全1巻。

## 概要
もともと藤原定家は証本として自ら作成した『源氏物語』の写本の本文の末尾にさまざまな注釈を書き付けており、「奥入」の名もそれに由来する。現在でも巻ごとの末尾にこの「奥入」を持つ写本は数多く存在しており、池田亀鑑は『源氏物語』の写本にこの「奥入」があるかどうかを、写本が藤原定家の証本の流れを汲む青表紙本であるかどうかを判断する条件の一つに挙げている。
藤原定家が写本を貸し出した際に、これらの注釈を勝手に書き写されて世間に流れ出し、さらにその見解に対して批判を加えられたりしたことから、これを写本から切り取り1冊の本にした。その際、歌などの本文の一部が失われたという。
『奥入』では先行する注釈書である『源氏釈』を重要視しており、多くの項目でその見解を引用している。『源氏釈』の見解にそのまま従っていることが多いが、すべて従っているわけではなく、末摘花、玉鬘、匂宮などには批判を加えている場合も存在する。

## 書名
本書は一般には「奥入」と呼ばれており、定家自筆本におそらくは定家の筆で「奥入」と記されていることから定家自身も本書を「奥入」と呼んでいたと見られるが、さまざまな注釈書を見ると、『河海抄』や『異本紫明抄』では『定家釈』、原中最秘抄では『定家卿釈』、弘安源氏論議では『難儀抄』などと呼ばれており、また『源氏物語奥入』、『源氏奥入』等と呼ばれることもある。写本の表題としては、『原語古抄』（神宮文庫本）、『源氏物語秘伝書』（徳島光慶図書館蔵本）、『定家小本』（天理大学附属天理図書館蔵本）といったものがある。

## 区分
『奥入』には外形的な区分と内容上の区分が存在する。外形的な区分は、『源氏物語』の写本の各巻の末尾に勘物の形で書かれたものか、それとも『奥入』のみで一冊の書物になっているかという区分である。池田亀鑑は、尊経閣文庫蔵定家自筆本柏木巻、大島本や明融臨模本といった青表紙本の伝流上良質の写本であると考えられる諸写本に勘物の形で存在する『奥入』を「第一次奥入」、『奥入』のみが一冊に切り出された「定家自筆本奥入」（大橋本）を「第二次奥入」と呼び、外形的な区分が内容の区分に対応しているとし、写本から切り取られたという形態をそのまま維持している大橋本などを根拠に「第一次奥入から第二次奥入へ」という前後関係を主張した。しかしながらその後、
- 写本の勘物の形で存在するが、内容は巻によって「第一次奥入に近いもの」と「第二次奥入に近いもの」とが混在している池田本のような『源氏物語』の写本が見いだされたこと。
- 「『奥入』のみで一冊の書物になっている」という形態を持つものが内容的には以下のように2系統に分かれること。
  - 「自筆本系」と呼ばれる『定家自筆本奥入』（大橋本）に近い内容を持つ東山文庫本（甲本・乙本）、高野辰之旧蔵本、宮内庁書陵部本、阿波国文庫旧蔵本、前田家本、龍門文庫本、江戸時代の版本『群書類従』に収められたもの
  - 「別本奥入」と呼ばれる内容的には「第二次奥入」よりは「第一次奥入」に近い内容を持つ神宮文庫蔵元禄10年奥書本、京都大学本、九州大学本、内閣文庫本

などが明らかになり、外形上の区分と内容上の区分とが一致するとした池田亀鑑の説はそのままでは成り立ちえず、さらには、本書の草稿本的性格を持った『定家小本』といった文書が発見されたこと等もあり、もっと何段階にもわたる複雑な成立過程を考えざるを得ないとする説が有力になってきている。

## 影印本・翻刻本
- 『源氏物語大成 13資料篇』池田亀鑑編著（中央公論社）
第一次本（明融本）・第一次本（大島本）・第二次本（定家自筆本）の翻刻
- 日本古典文学会監修・編集『複刻日本古典文学館 第1期 奥入』日本古典文学刊行会、1971年（昭和46年）
大橋寛治蔵定家自筆本の複製本。山岸徳平「源氏物語奥入解題」を付す。